# Gabriele Camozzi
Gabriele Camozzi (Bergamo, 24 aprile 1823 – Dalmine, 17 aprile 1869) è stato un patriota e politico italiano.

## Biografia

### La famiglia
Appartenente alla famiglia Camozzi De’ Gherardi, una delle più influenti della nobiltà locale, fu iniziato agli studi nei migliori collegi lombardi. Terminati gli studi con la laurea, conseguita presso l'Università degli Studi di Pavia, si avvicinò agli ambienti mazziniani e rivoluzionari, volti alla liberazione dell'Italia. In quegli anni conobbe Alba Coralli, con cui condivise ideali, passioni politiche ma anche sentimentali, tanto da prenderla in sposa.

### Il patriota

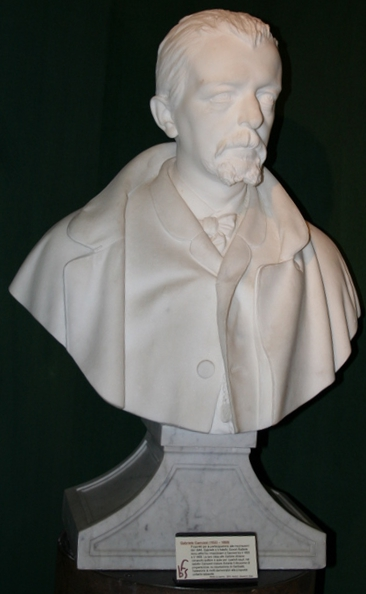
Busto presente presso il museo delle Storie di Bergamo

Partecipò attivamente ai primi moti rivoluzionari, situazione che gli costò l'esilio. Nel corso del 1848 fu convinto da Giuseppe Mazzini a verificare, con Vittore Tasca, la disponibilità della gente a fare ripartire la rivolta contro gli austriaci nel bergamasco e nell'intero Regno Lombardo-Veneto. Fu però costretto a desistere dai suoi intenti dall'esito negativo della sua indagine. Nel febbraio 1849 fu incaricato dal ministro del regno di Sardegna, Pier Dionigi Pinelli, per la preparazione di un piano insurrezionale, rimasto però inattuato.
Il mese successivo, alla ripresa della prima guerra d'indipendenza, Gabriele Camozzi ricevette un nuovo incarico, questa volta al fine di radunare volontari nella città di Brescia per poter attaccare il nemico austriaco alle spalle. Ma, ancor prima di raggiungere la città, avvennero tumulti tra la popolazione ed i soldati.
Il Camozzi allora decise, il 25 marzo, di passare per Bergamo dove, alla guida di circa 300 bersaglieri, attaccò gli austriaci asserragliati nella rocca. Riuscì ad assumere il controllo della città instaurando un governo in nome dei Savoia.
Quando tutto sembrava volgere per il verso giusto, anche grazie all'apporto di un'ottantina di volontari raccolti dal fratello Giovan Battista, dovette sospendere gli attacchi a causa della mancanza di pezzi d'artiglieria. Il giorno successivo però arrivò la notizia della sconfitta di Carlo Alberto a Novara, fatto che sancì la resa sabauda ed il termine delle ostilità, con gli austriaci che riacquisirono il controllo sulla Lombardia e sulla città orobica. La successiva repressione, volta ad imprigionare e fucilare chiunque fosse trovato in possesso di armi e sospettato di cospirazione, costrinse Gabriele Camozzi ad una fuga in Svizzera.

### La liberazione di Bergamo
Una decina di anni più tardi, nel 1859, la seconda guerra d'indipendenza portò un'altra occasione per ottenere la liberazione di Bergamo, e Gabriele Camozzi non se la lasciò sfuggire, arruolandosi tra le file dei Cacciatori delle Alpi in appoggio all'esercito sabaudo. Promosso maggiore, spianò la strada per l'entrata trionfante di Garibaldi nella città orobica l'8 giugno 1859, evento che sancì l'annessione al Piemonte. Fu comandante della Guardia Nazionale a Palermo durante la rivolta del sette e mezzo.
Morì nel 1869 dopo aver ricoperto il ruolo di deputato nel parlamento di Torino per ben tre legislature. La moglie Alba contribuì all’apertura del Museo Risorgimentale Dalminese, che raccogli i cimeli appartenuti al patriota. L'8 settembre 1912 venne inaugurato il busto dedicato a Gabriele Camozzi, opera dello scultore Giuseppe Siccardi (1883-1956).